# 伊勢電報電話局

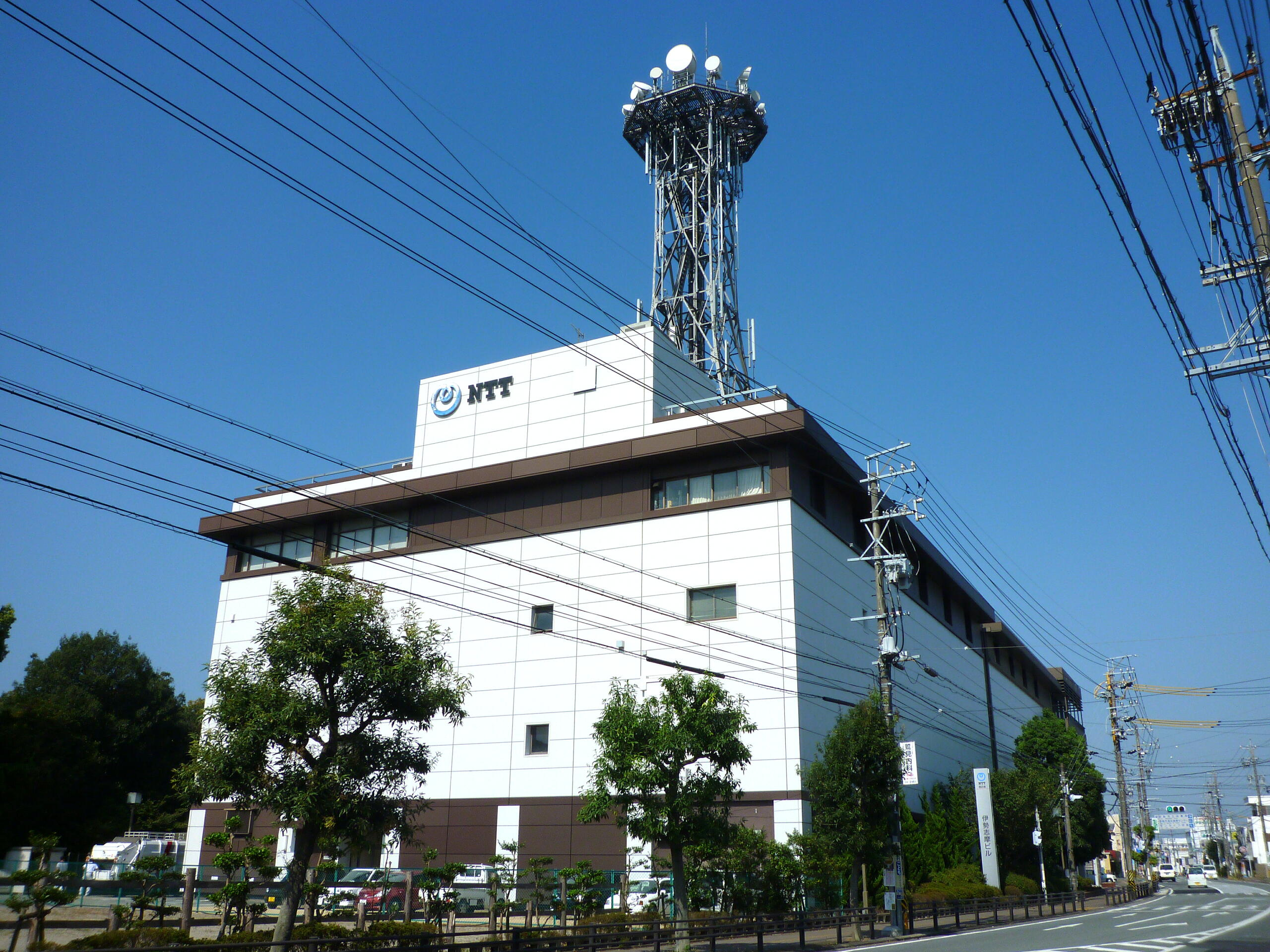
NTT伊勢志摩ビル（旧・伊勢電報電話局）

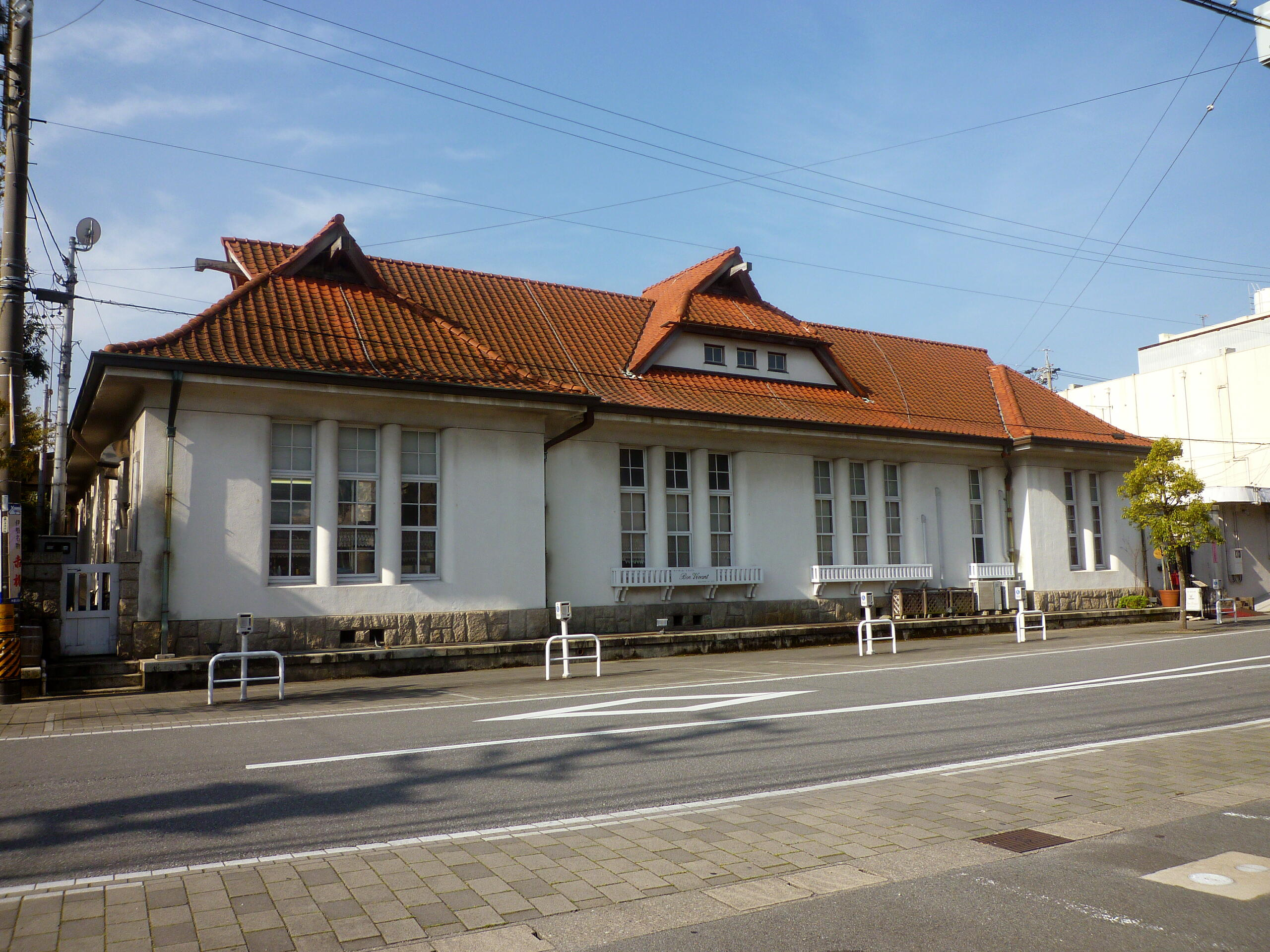
旧・山田郵便局電話分室（1923年築）

伊勢電報電話局（いせでんぽうでんわきょく）は三重県伊勢市にあった日本電信電話公社の電報電話局。東海電気通信局三重電気通信部の管轄下にあった。2016年現在、NTT西日本ビジネスフロント株式会社東海支店伊勢志摩営業所などが置かれている。

## 沿革
- 1880年（明治13年）6月15日 - 山田電信分局設置、電信事務開始（宇治山田町大字岡本町）[1]。
- 1891年（明治24年）8月1日 - 郵便局と合併、山田郵便電信局と改称[2]。
- 1903年（明治36年）4月1日 - 山田郵便局と改称。
- 1907年（明治40年）2月26日 - 電話通話事務を開始[3]。
- 1907年（明治40年）3月26日 - 宇治山田市大字豊川から宇治山田市大字岡本に移転[4]。
- 1908年（明治41年）2月16日 - 電話交換業務を開始[5]。
- 1909年（明治42年）5月14日 - 宇治山田市豊川町に新築移転[6]。
- 1923年（大正12年）12月12日 - 山田郵便局電話分室が開設[7][8][9]。
- 1949年（昭和24年）2月21日 - 山田郵便局より分離、山田電信局・山田電話局となる[10]。
- 1949年（昭和24年）6月1日 - 山田電信局と山田電話局が合併し、山田電報電話局となる[11]。
- 1954年（昭和29年）3月14日 - 宇治山田市一志町に局舎を新築移転、電話交換を自動式に切替[12]。山田神社郵便局・山田大湊郵便局から電話交換および電報配達業務を移管される[13]。三重県内で初めての自動改式。
- 1955年（昭和30年）1月16日 - 伊勢電報電話局と改称[14]。
- 1964年（昭和39年）12月5日 - 豊浜電話交換局が開局[15]。豊浜郵便局から電話交換業務を移管される[16]。また、大淀郵便局で取り扱っていた旧北浜村（現伊勢市）の電話交換業務も移管される。
- 1965年（昭和40年）4月25日 - 伊勢局本局増築工事完了[17]。
- 1966年（昭和41年）4月9日 - 二見電話交換局が開局[18]。二見郵便局から電話交換業務を移管される[19]。
- 1966年（昭和41年）10月6日 - 伊勢局第2局舎新増築工事完了[17]。
- 1969年（昭和44年）2月27日 - 一之瀬農村集団自動電話が開通[17]。
- 1969年（昭和44年）3月27日 - 玉城農村集団自動電話が開通[17]。
- 1969年（昭和44年）8月20日 - 注連指農村集団自動電話が開通[17]。
- 1970年（昭和45年）10月22日 - 明和電話交換局・大淀電話交換局が開局[20]。明和郵便局・大淀郵便局から電話交換業務を移管される[21]。
- 1971年（昭和46年）7月23日 - 大湊電話交換局が開局[22]。
- 1972年（昭和47年）1月20日 - 沼木地域集団電話が開通[17]。
- 1972年（昭和47年）4月26日 - 玉城電話交換局が開局[23]。玉城郵便局・東外城田郵便局から電話交換業務を移管される[24]。
- 1975年（昭和50年）頃 - 内城田電話交換局が開局[25]。
- 1975年（昭和50年）8月27日 - 内城田郵便局から電話交換業務を移管される[26]。
- 1976年（昭和51年）6月30日 - 伊勢南電話交換局が開局[27]。沼木郵便局から電話交換業務を移管される[28]。
- 1977年（昭和52年）7月27日 - 度会中川電話交換局が開局[29]。度会中川郵便局から電話交換業務を移管される[30]。
- 1978年（昭和53年）5月25日 - 一之瀬電話交換局が開局[31]。一之瀬郵便局から電話交換業務を移管される[32]。伊勢電報電話局管内が全て自動化される。
- 1982年（昭和57年）1月25日 - 第3局舎新増築工事完了、営業窓口を第1局舎から第3局舎に移転[33]。
- 1985年（昭和60年）4月1日 - 日本電信電話公社の民営化に伴い、日本電信電話株式会社(NTT)三重支社の管轄となる。
- 1988年（昭和63年）10月1日 - 南島電報電話局の廃止に伴い、その業務を引き継ぐ[34]。
- 1989年（平成元年）2月1日 - 鳥羽電報電話局・阿児電報電話局・志摩電報電話局の電話サービスの故障等に関する相談（電話番号113）受付を伊勢電報電話局に統合する[35]。
- 1989年（平成元年）4月1日 - NTT伊勢志摩支店となる。
- 1997年（平成9年）7月 - 日本電信電話株式会社の再編成により西日本電信電話株式会社(NTT西日本)が設立される。
- 2000年（平成12年）頃 - 百五銀行伊勢支店の建て替えに伴い、旧第1局舎を仮店舗として貸す。同店は2001年（平成13年）2月13日に新店舗へ移転[36]。
- 2006年（平成18年）1月頃 - 旧第1局舎を取り壊し[37]。